# مارسيلو هيرميس
مارسيلو هيرميس (بالبرتغالية: Marcelo Hermes‏) (1 فبراير 1995 في البرازيل - ) هو لاعب كرة قدم برازيلي في مركز الظهير. لعب مع غريميو بورتو أليغرينزي.

## وصلات خارجية
- مارسيلو هيرميس على موقع قاعدة بيانات كرة القدم.إي يو (الإنجليزية)
- مارسيلو هيرميس على موقع Soccerway.com (الإنجليزية)